# Pažeimenė
Pažeimenė − wieś na Litwie, w okręgu wileńskim, w rejonie święciańskim, w gminie Podbrodzie. W 2011 roku liczyła 14 mieszkańców.